# Proetus
Proetus is een geslacht van proetide trilobieten, dat wordt aangetroffen in Silurische oude mariene lagen van Europa. De generieke naam herdenkt Proitos (Grieks: Προῖτος), een mythische koning van Argos en Tiryns, zoon van koning Abas van Argos.

## Taxonomie
Proetus is het typegeslacht van de orde Proetida en van de familie Proetidae. Het geslacht werd een prullenbaktaxon waarin talloze soorten van vergelijkbaar uitziende trilobieten van het Ordovicium tot het Carboon werden gehouden. De meeste van deze soorten zijn opgesplitst in andere geslachten, waardoor alleen P. concinnus en P. latifrons overblijven als de enige bevestigde leden.

## Vindplaatsen
Fossielen van het typesoort P. concinnus worden gevonden in oude marieneWenlock-lagen van Zweden, Groot-Brittannië, Estland en Duitsland. Fossielen van de andere erkende soort P. latifrons worden gevonden in verouderde mariene Llandovery-lagen van Ierland en Groot-Brittannië.